# みるタイツ
『みるタイツ』は、横浜アニメーションラボ制作による日本のWebアニメ。2019年5月11日からニコニコチャンネル、dアニメストア、ビデオマーケットにて土曜22時に配信。タイツを着用した女子高生や教師の描写に注力した作風が特徴。また、タイツの着用した質感にも注力している。
よむがインターネット上で公開したタイツをテーマにしたイラストを原作としており、2017年から同人誌『よむタイツ』を発行、それが話題となりアニメ化へつながった。
また、アニメの配信に際し、Twitter上でのタイツに関するつぶやきをニコニコ生放送でイラスト付きで紹介する「放課後のみるタイツ」が実施されている。

## 登場人物
藍川 レン（あいかわ レン）
声 - 戸松遥
高2。ショートヘア。身長162cm。クールに見えるけど押しに弱い。カフェでアルバイトをしている。
中紅 ユア（なかべに ユア）
声 - 日笠陽子
高2。ロングヘア。身長168cm。成績優秀かつスポーツ万能の優等生。Twitterにセクシーな自画撮りコスプレ写真を投稿して人気を得ている。レンをからかう癖がある。
雨の日は赤い長靴で登校。
萌黄 ホミ（もえぎ ホミ）
声 - 洲崎綾
高2。ボブカット。身長158cm。天真爛漫なお嬢様で、車で通学している。水泳部員。
奥墨 ユイコ（おくずみ ユイコ）
声 - 茅野愛衣
高校教師。レン達の担任教師。身長169cm。熱心さで人気者だが、その熱心さが加熱しすぎる事がある。作者の別作品である「がんばれ同期ちゃん」にも登場しており、同作の「先輩さん」こと奥墨マイコは彼女の姉。

## スタッフ
- 原作・ストーリー原案 - よむ[4]
- 監督 - 小川優樹[4]
- シリーズ構成・脚本 - 丸戸史明[4]
- キャラクターデザイン - 日比野ゆかり[4]
- 美術監督 - 栫ヒロツグ[4]
- 色彩設計 - 中尾総子[4]
- タイツヴィジュアルエフェクター - 喜多隆宏
- プロップデザイン - 村山章子
- 撮影監督 - 佐藤光洋[4]
- 編集 - 吉武将人[4]
- 音響監督 - 明田川仁[4]
- 音楽 - Shade[4]
- プロデューサー - 鈴木哲史、津田泰現、安藤誠規
- アニメーションプロデューサー - 大上裕真
- 制作 - 横浜アニメーションラボ[4]
- 製作 - TRUSS[4]

## 主題歌
「True Days」
作詞 - 相良心 / ディレクター・作曲・編曲 - Shade / 歌 - 藍川レン (戸松遥）、中紅ユア（日笠陽子）、萌黄ホミ（洲崎綾）

## 各話リスト
| 話数 | サブタイトル         | 絵コンテ | 演出     | 作画監督                                  | 主題歌歌唱                 |
| ---- | -------------------- | -------- | -------- | ----------------------------------------- | -------------------------- |
| 1話  | 通学タイツ           | 小川優樹 | 相浦和也 | 日比野ゆかり                              | 藍川レン                   |
| 2話  | コスプレ自撮りタイツ | 亀井幹太 | 相浦和也 | 日比野ゆかり                              | 中紅ユア                   |
| 3話  | お着換えタイツ       | 小川優樹 | 相浦和也 | 日比野ゆかり                              | 萌黄ホミ                   |
| 4話  | はたらくタイツ       | 亀井幹太 | 相浦和也 | 日比野ゆかり 村山章子 今橋明日菜 春山育子 | 藍川レン                   |
| 5話  | 水着タイツ           | 小川優樹 | 相浦和也 | 日比野ゆかり 村山章子 今橋明日菜 春山育子 | 萌黄ホミ                   |
| 6話  | 畳とタイツ           | 亀井幹太 | 相浦和也 | 日比野ゆかり 村山章子 今橋明日菜 春山育子 | 中紅ユア                   |
| 7話  | 誘惑タイツ           | 小川優樹 | 相浦和也 | 日比野ゆかり のし                         | 藍川レン                   |
| 8話  | 足裏つぼタイツ       | 亀井幹太 | 相浦和也 | 田中実                                    | 中紅ユア                   |
| 9話  | こたつでタイツ       | 小川優樹 | 相浦和也 | 日比野ゆかり                              | 萌黄ホミ                   |
| 10話 | 耳かきタイツ         | 亀井幹太 | 相浦和也 | 佐藤天昭                                  | 萌黄ホミ                   |
| 11話 | バレンタイツ         | 小川優樹 | 相浦和也 | 日比野ゆかり                              | 藍川レン                   |
| 12話 | 旅タイツ             | 小川優樹 | 相浦和也 | 日比野ゆかり                              | 藍川レン 中紅ユア 萌黄ホミ |
| 13話 | コスプレ撮影タイツ   | 亀井幹太 | 相浦和也 | 日比野ゆかり                              | 中紅ユア                   |

## ゲームソフト
あそぶタイツ パズルレッスン
カエルエックスより2021年4月22日に発売されたiOS、Android、Nintendo Switch用ソフト。マッチ3パズルを行う内容で、パズルをプレイしてたまるポイントを消費することで、「コレクション」モードに収録された各種イラストやアニメを閲覧できる。よむによる新規描き下ろしイラストも収録。